# Dionisio Gil de la Rosa
Juan Dionisio Gil de la Rosa (República Dominicana, 5 de diciembre de 1852 – Cienfuegos, Las Villas, Cuba, 28 de diciembre de 1899), fue un militar dominicano del siglo XIX. General de Brigada (Brigadier) del Ejército Mambí.

## Orígenes y primeros años
Dionisio Gil de la Rosa nació en la ciudad de la Concepción de la Vega, República Dominicana, el 5 de diciembre de 1852. Hijo de Basilio Gil y Mauricia de la Rosa.
Perteneció al ejército de su país y fue General de Brigada, bajo la dictadura de Ulises Heureaux. Llegó a Cuba en agosto de 1895.

## Guerra Necesaria
Combatió bajo las órdenes de Antonio Maceo. Participó en las batallas de Sao del Indio y Peralejo. Fue sancionado por indisciplina.
Tras terminar la guerra, en 1898, se estableció en la importante ciudad de Cienfuegos, en Las Villas, Cuba.

## Asesinato
En dicha ciudad, fue asesinado a tiros por dos policías, durante la Primera ocupación estadounidense en Cuba (1898-1902), el 28 de diciembre de 1899. Al morir asesinado, Dionisio Gil tenía 47 años de edad.
Su asesinato provocó la indignación popular. Sin embargo, nada hicieron los ocupantes estadounidenses por investigar las circunstancias del hecho. Fue erigida una estatua en su honor en la ciudad donde murió.